# Bloodlust
Ne doit pas être confondu avec Blood Lust.
Bloodlust est un jeu de rôle médiéval-fantastique publié par Asmodée Éditions en 1991, créé par Croc, le couple G.E. Ranne et Stéphane Bura, et illustré par Alberto Varanda. Les couvertures de presque tous les volumes de la série utilisent des peintures de Frank Frazetta.
Dans ce jeu, on incarne des armes-dieux vivantes et dotées de pouvoirs magiques, et leurs porteurs humains. En effet, outre Conan le Barbare de Robert E. Howard, la principale inspiration du jeu est le Cycle d'Elric de Michael Moorcock qui raconte la saga du prince Elric et de son arme démon. Stormbringer, le jeu officiel tiré de ces romans, avait à l'époque rencontré un grand succès. Cependant, Bloodlust est plus qu'un simple plagiat car les thèmes qu'il aborde, notamment les intrigues politiques entre les peuples et les guildes d'influence, sont particulièrement bien pensés. Une autre source d'inspiration est la trilogie Helliconia de Brian Aldiss, qui dota le monde de Bloodlust de plusieurs lunes qui en fonction de leur phase influencent les passions des humains.

## Histoire éditoriale
Le jeu paraît de 1991 à 1997 chez Asmodée Éditions.
En 2001, le jeu est traduit en allemand et paraît sous le titre Hyperborea, Meister des Stahls chez Truant.
Le projet Bloodlust — Édition Métal, nouvelle version entièrement retravaillée, prévoit initialement une parution courant 2010 chez John Doe. Il est mené par Rafael Colombeau, François Lalande, John Grümph et Pierrick « Akhad » May. Le projet est différé à courant 2011 en coédition chez John Doe/Éditions Sans-Détour. Il s'agit d'une refonte, modifiant l'univers de jeu tout en reprenant les bases et les thèmes de la première édition. Il est finalement publié en juillet 2012.

## Le continent de Tanaephis
L'action de Bloodlust prend place sur le continent de Tanaephis. Ce continent, dont la géographie physique est inspirée par celle de l'Antarctique, est partagé entre plusieurs peuples. Autrefois, des orques, des elfes et des nains vivaient sur Tanaephis mais ils se sont tous éteints au profit des humains.
Les différents peuples de Tanaephis sont clairement inspirés par des peuples terriens et leurs noms viennent du jeu de société Freedom in the Galaxy.

### Alwegs
Les Alwegs ne sont pas un peuple mais un terme péjoratif qui regroupe tous les parias et sang-mêlés des autres peuples. Chaque peuple a une définition différente de ce qu'est un Alweg. Les Alwegs sont généralement maltraités et considérés comme des citoyens de seconde zone. Beaucoup deviennent mercenaires.

### Batranobans
Les Batranobans, qui ressemblent beaucoup aux Arabes, avaient autrefois formé le premier empire humain et le premier alphabet de Tanaephis. Ils vivent dans un désert parsemé de grandes cités de pierre blanche au sud-ouest du continent. Leur société est basée sur le commerce, en particulier le commerce d'épices aux effets surnaturels ; ce dernier aspect les rapproche des Fremen du cycle de Dune de Frank Herbert.

### Dérigions
Les Dérigions sont un peuple décadent proche de la Grèce ou de la Rome antique. Ils se sont formés dans l'alliance de trois tribus locales et ont autrefois dominé presque tout le continent. Mais la rébellion des Vorozions et des Batranobans, les raids de Piorads et de Sekekers et surtout la décadence politique et culturelle des Dérigions ont mené à la perte de l'empire. Désormais, il ne s'étend plus que sur leur gigantesque capitale, Pôle, bâtie sur les vestiges d'une ancienne cité elfe, et sur quelques villages proches. Pôle est la plus grande ville de Tanaephis, bâtie par les nains pour la civilisation elfe à l'époque de l'apogée de leurs civilisations. L'empire Dérigion est maintenant décadent et ravagé par la corruption et les défaites militaires, mais Pôle reste une grande ville commerçante où vivent la majorité des artistes et des étudiants de Tanaephis.

### Gadhars
Les Gadhars sont des hommes à la peau noire qui partagent leurs jungles du sud-est de Tanaephis avec des monstres et des dinosaures. La jungle fait qu'ils restent peu connus. Ils possèdent une mémoire génétique limitée qui leur permet de ressentir des bribes d'un passé oublié. C'est également le seul peuple dont quelques rares membres possèdent de faibles pouvoirs magiques, la magie de Tanaephis ne se manifestant normalement que par les épices et les armes-dieux.

### Hysnatons
Les Hysnatons, comme les Alwegs, ne sont pas vraiment un peuple. Ce terme désigne tous les humains qui manifestent des caractéristiques d'un peuple éteint : elfes, orques et nains. Le mot Hysnaton veut en réalité dire surhomme : un intellectuel hysnaton l'avait inventé pour ironiser sur les discriminations dont les Hysnatons étaient les victimes. Les Hysnatons sont donc victimes de racisme de la part des autres peuples, mais leurs capacités et caractéristiques peuvent les rendre plus efficaces que des humains normaux dans certains domaines : par exemple, de nombreux Hysnatons qui ont du sang elfe deviennent des prostitués prisés. Au contraire, des unités mercenaires spéciales, les scories, ne rassemblent que des Hysnatons particulièrement hideux.

### Piorads
Les Piorads sont un peuple inspiré des Vikings et des Cimmériens : des barbares venus d'un autre continent qui ont abandonné leurs navires pour guerroyer sur terre et s'imposer comme d'excellents cavaliers. Parfois un Piorad naît avec des yeux rouges : c'est un œil-de-braise, destiné à intégrer une unité d'élite. Les guerriers piorads chevauchent des chevaux carnivores appelés chagars et se battent brutalement.

### Sekekers
Les Sekekers sont des pillardes sauvages, fondées autrefois par des femmes opprimées par les Batranobans. Inspirées des Amazones, elles détestent les hommes et les seuls mâles tolérés dans les tribus sont des esclaves castrés. Peu nombreuses, elles occupent des plaines au centre de Tanaephis, d'où elles mènent des raids contre les peuples voisins et contre la cité de Pôle. Elles ne se reproduisent pas et doivent enlever des bébés et petites filles étrangers. Les Sekekers se mutilent par infibulation et ablation des seins pour rejeter leur féminité. Seules les plus jolies des jeunes filles ne sont pas mutilées : elles forment une unité d'élite, les chrysalides, qui se battent à moitié nues. Les Sekekers chrysalides ont un effet ravageur sur le moral des troupes masculines ennemies.

### Thunks
Les Thunks sont un peuple inspiré des Inuits et des Mongols : ce sont des nomades montés sur des poneys qui vivent dans les montagnes glaciales du nord de Tanaephis. Ils sont généralement pacifiques, désorganisés et sexuellement libérés, mais ils se défendent farouchement contre leurs ennemis jurés, les Piorads. Ils se battent principalement avec des arcs en tendant des embuscades et en évitant le corps à corps.

### Vorozions
Les Vorozions sont un peuple en plein âge d'or : ils se sont rebellés contre l'ancien empire dérigion et ont conquis la majeure partie de celui-ci. Opposés à l'esclavage pratiqué par les Dérigions, ils se posent en libérateurs des peuples opprimés. Leur empire n'en est pas moins dominé par une bureaucratie rigide. Ils sont d'excellents artisans, et le seul peuple de Tanaephis à savoir forger des armures de plates. Les Vorozions dominent les terres cultivées de l'est de Tanaephis, entre les terres piorads, les jungles gadhars, les plaines sekekers et Pôle.

## Les armes-dieux
Les armes-dieux sont la principale spécificité de Bloodlust par rapport à d'autres jeux de rôle médiévaux-fantastiques. Ce sont des armes de contact ou des boucliers dans lesquels s'est incarné un dieu. Elles possèdent donc un esprit, une mémoire, une intelligence et des passions, ainsi que des pouvoirs magiques que leur porteur peut utiliser. Ces armes sont maniées par des humains (et parfois d'autres créatures) avec lesquels elles ont une relation symbiotique. L'arme fournit des pouvoirs magiques à son porteur en échange des sensations qu'il ressent. Sans le porteur, l'arme serait inerte. Sans l'arme, le porteur n'aurait ni la puissance ni le statut social d'un être d'exception.
Il est proposé aux personnages-joueurs de Bloodlust d'incarner des porteurs d'arme, les armes-dieux elles-mêmes ou encore de jouer les deux en même temps. Une dernière option est que la moitié des PJ incarne des armes et l'autre moitié incarne leurs porteurs.
Comme souvent dans les jeux de rôle, les armes-dieux progressent en puissance grâce à un système d'expérience. Mais les armes-dieux gagnent de l'expérience en assouvissant leurs désirs de prestige, sexe, richesse, violence et réputation. Ces points d'expérience leur permettent de monter en puissance et d'acquérir de nouveaux pouvoirs, tout en pouvant plus facilement contrôler leurs porteurs.
Une arme-dieu de grande puissance peut parvenir à fusionner avec son porteur. L'arme disparaît mais le porteur en récupère les pouvoirs et l'immortalité. Il peut arriver plusieurs choses aux esprits de l'arme et du porteur : ils peuvent fusionner, coexister ou bien l'un peut détruire l'autre. Dans tous les cas, les pouvoirs se manifestent sur le corps du porteur ; la créature résultante est appelée un fusionné ou un possédé.

## Système de jeu
Le système de jeu est relativement simple : chaque personnage a six caractéristiques notées sur 20 et des compétences notées sur 100, et doit faire moins que son trait avec un dé à cent faces pour réussir une action. Le résultat du dé des unités détermine l'ampleur d'une réussite ou d'un échec.
Dans un combat, chaque protagoniste choisit à chaque tour une action parmi six (attaque brutale, feinte, esquive…), qui permettent différentes tactiques. Les combats sont généralement brefs et sanglants.
Un système de combat de masse est inclus dans les règles de base.

## Réception
À sa sortie en 1991, la boîte de jeu de Bloodlust a été un des plus gros succès du jeu de rôle français. Aucun supplément de Bloodlust n'a été publié depuis 1997 et l'extension Vengeance est considérée par beaucoup comme tellement mauvaise qu'elle contribua à l'arrêt du jeu.
Le jeu est aujourd'hui épuisé et n'a pas été réimprimé malgré l'existence persistante d'une communauté de fans.
On trouve aussi des versions numérisées du jeu en PDF sur les réseaux de Poste à poste, avec, chose rare, l'accord de l'éditeur qui ne s'oppose pas à sa distribution gratuite du fait de son indisponibilité.

### Récompenses
Bloodlust a reçu le prix Grog d'Argent 2013, décerné par le Guide du rôliste galactique.

## Parutions

### Prospectus
- Prospectus en couleur pour annoncer le jeu (1991)

### Règles
1re édition
- Bloodlust, 1re impression (1991) : version en trois livrets dans une boîte avec une carte du continent de Tanaephis.
- Bloodlust, 2e impression (1995) : version en livre à couverture cartonnée. Les règles ne sont pas changées par rapport à l'impression de 1991 (même édition).

Bloodlust Métal
- Bloodlust Métal (2012) : version en livre à couverture plastifiée. Refonte des premières éditions.

### Suppléments
1re édition
- Écran de la première édition (1992) avec un scénario, le Spectacle continue.
- Flocons de sang (1992) : cette extension décrit les Piorads, les Thunks et leurs terres. Elle propose des règles optionnelles au système de jeu. Elle contient les deux premiers scénarios de la campagne Éclat de lune.
- Poussière d'ange (1992) : cette extension décrit les Batranobans, les Gadhars et leurs terres. Elle décrit également les épices cultivées par les Batranobans. Elle continue la campagne Éclat de lune avec deux scénarios.
- L'Enclume et le Marteau (1992) : cette extension décrit les Dérigions, les Vorozions et leurs terres. Elle continue la campagne Éclat de lune avec deux scénarios.
- Souvenirs de guerre (1992) : cette extension décrit les Alwegs, les Hysnatons et les Sekekers. Elle continue la campagne Éclat de lune avec deux scénarios.
- Les Joyaux de Pôle (1993) : cette extension décrit Pôle, la plus grande cité de Tanaephis. Elle continue la campagne Éclat de lune avec deux scénarios.
- Contes et Légendes (1993) : cette extension est surtout composée de nouvelles et d'éléments de background sur le passé de Tanaephis, avec des conseils pour jouer à différentes époques.
- Les Frères de la nuit (1994) : cette extension développe les différentes guildes (qui rassemblent des humains) et sociétés secrètes (qui rassemblent des armes-dieux) de Tanaephis. Elle fait également avancer la storyline de quinze ans après les événements de la campagne Éclat de lune et du scénario l'Éveil paru dans un hors-série de la revue Casus Belli.
- Écran de la deuxième impression (1995)
- Les Voiles du destin (1995) : cette extension décrit Sulustan, une île voisine de Tanaephis, elle mentionne l'existence de Vaeriel, un autre continent plus lointain, et dévoile l'origine des armes-dieux. Des scénarios sont fournis pour exploiter ces nouvelles terres. Les Voiles du destin diffère nettement des suppléments précédents par le fait qu'on quitte Tanaephis, qu'on joue des personnages nettement plus puissants, et que l'ambiance générale de Sulustan et de Vaeriel est très différente de celle de Tanaephis. Pour suivre la montée en puissance des armes-dieux, les règles sur les fusionnés y sont développées. Ce supplément a été écrit en grande partie par des auteurs qui n'avaient pas contribué auparavant au jeu ; Croc a regretté ensuite ce supplément[4].
- Chroniques sanglantes (1996) : ce supplément contient quatre scénarios indépendants. C'est l'un des deux seuls suppléments à ne pas avoir de couverture de Frank Frazetta.
- Vengeance ! (1997) : la dernière extension officielle de Bloodlust, entièrement écrite par Croc, décrit plus profondément le continent de Vaeriel, ébauché dans les Voiles du destin. Plusieurs critiques le dénoncent comme le plus mauvais supplément de la gamme[5]. Comme le précédent, sa couverture n'est pas de Frazetta.

Bloodlust Métal
- Le Mois des Conquêtes 01 (2013) : cette extension pour Bloodlust Édition Métal inclut un écran en 4 volets et un livret de 108 pages comprenant plusieurs aides de jeu et un scénario, Ballade digestive dans la Neige.
- Le Mois des Conquêtes 02 (2016) : cette extension pour Bloodlust Édition Métal regroupe quatre scénarios, L'Édenwynn rouge, Sans yeux, pas de larmes, Escale à Mathana et Tant d'eau pour si peu d'or, chacun d'entre eux étant suivi par une aide de jeu en rapport avec celui-ci.

### Aventures
- Plusieurs scénarios officiels sont parus dans les revues Plasma et Casus Belli.
- Des scénarios officieux et une courte campagne (Étoile rouge) sont disponibles sur le site Le Mois des conquêtes.